# 丸谷金保
丸谷 金保（まるたに かねやす、1919年〈大正8年〉6月25日 - 2014年〈平成26年〉6月3日）は、日本の政治家。従四位。
北海道中川郡池田町町長、参議院議員（2期）などを歴任した。コンビニエンスストアチェーン・セイコーマート会長の丸谷智保は長男。

## 来歴・人物
北海道中川郡池田町で理髪店の長男として生まれる。1942年、明治大学専門部法科を卒業した。在学中には哲学研究部に入り、穂積五一が運営する私塾で学生寮の「至軒寮」に出入りして、小林與三次、村山富市など保守革新を問わない幅広い人脈を築く。この時の人脈はのちに十勝ワインの販路拡大にも生かされる。
十勝日日新聞の編集長を務める傍ら農民運動に携わり、日本社会党に入党した。1957年、37歳で池田町の町長に初当選、北海道で唯一の社会党町長として話題を集めた。池田町長を5期20年勤めた1977年に第11回参議院議員通常選挙に当選し国政に転出し、町長時代同様に日本社会党に属した。2期12年務めた後、1989年政界から引退した。
丸谷金保の池田町長としての最大の業績は、十勝ワインを開発したことである。生産・加工から販売まですべて地域住民と自治体が主体となって手がけ、外部資本の介入を許さない姿勢を貫いた。十勝ワインの開発への町をあげての取り組みは、今日では一村一品運動の元祖とみなされている。
甘く加工したワインが出回っていた当時の日本にあって本格的な辛口ワインである十勝ワインは1960年代までは「こんな酸っぱい酒が飲めるか」「税金で、まずい酒作ってどうする」などと非難されたが、1970年代に入って日本の食卓でも洋食が一般的になると高く評価されるようになり、売り上げも伸びた。この頃、東京にも十勝ワインと牛肉のレストランを開設し話題を呼んだ。この業績により、丸谷は「ワイン町長」の愛称で親しまれるようになった。
2014年6月3日午後0時23分、老衰のため池田町の十勝いけだ地域医療センターで死去。94歳没。叙従四位。

## 著書
- 『ワイン町長奮戦記』読売新聞社、1972年。 NCID BN01679745。全国書誌番号:70001420NDLJP:11988248。
- 『乾杯！ワイン町長　地方自治の「原点」に立つ町づくりの記録』日本の自治を考える会、1976年11月20日。 NCID BN07256008。全国書誌番号:78001237NDLJP:9770115。
- 『“足の裏”で考える本物の政治　国会“獅子奮迅”ノート』北斗出版、1983年4月。全国書誌番号:83034653NDLJP:11923370。
- 『ワイン町長の一村一品パフォーマンス』　1987年10月　北斗出版　ISBN 4-938427-36-2
- 『赤字で町はつぶれない　頑張ろう地域社会　米寿の『ワイン町長』が語る』　2007年10月　現代企画室　ISBN 978-4-7738-0711-0

## 栄典
- 1974年 - 北海道新聞文化賞[2]
- 1989年 - 勲二等瑞宝章受章[3]